# František Kindl
František Kindl (6. října 1847 Kněževes – 4. září 1901 zámek Zvíkovec) byl český architekt a stavitel. Za svou architektonickou kariéru vypracoval celou řadu především novorenesančních návrhů a staveb na území Čech, zejména pak v Praze.

## Život

### Mládí
Narodil se v městysu Kněževes nedaleko Rakovníka. Patrně studoval architekturu a stavitelství na pražské polytechnice. Roku 1875 se oženil, natrvalo usadil v Praze a založil zde rodinu.

### Kariéra
Přibližně od roku 1880 se zabýval vlastní stavební činností. Jednou z prvních velkých zakázek byla stavba rozsáhlé budovy Théatré Varieté (pozdější Hudební divadlo Karlín) v pražském Karlíně pro podnikatele Eduarda Tichyho podle návrhu rakouského architekta Otto Ehlena, otevřená roku 1881. V letech 1891 až 1892 navrhl a vystavěl majestátní novorenesanční palác, tzv. Dům Bohumila Bondyho či Kindlův dům, pro průmyslníka Bohumila Bondyho na nároží ulice Na Poříčí a Těšnova, u rušné pražské křižovatky před Nádražím Severozápadní dráhy (Denisovo). Stavbu zdobí 15 bust architektů od sochaře Bohuslava Schnircha. Opakovaně stavebně realizoval návrhy architekta Vratislava Pasovského.

### Úmrtí
František Kindl zemřel roku 1901 na svém velkostatku Zvíkovec a byl pochován v rodinné hrobce na Olšanských hřbitovech.

### Rodinný život
František Kindl se 12. září 1875 oženil s Annou Marií Bílou z Prahy, spolu měli dvě dcery, Žofii a Annu.

## Dílo
- Varieté Tichy (pozdější Hudební divadlo Karlín), Pernerova, Karlín, 1881
- Dobudování vodojemu v letenské vodárenské věži, 1888
- Přestavba Paláce Kokořovských Řetězové ulici čp. 223/I, 1889
- Kindlův dům či Dům Bohumila Bondyho, 1059/II, Na Poříčí 43, novorenesanční nárožní dům s kupolí, vlastní návrh, na fasádě ve 4. patře 15 bust architektů (autor Bohuslav Schnirch), 1891–1892
- Stýblův dům 788/I, Václavské náměstí, architekt Vratislav Pasovský, 1891–1892

## Galerie

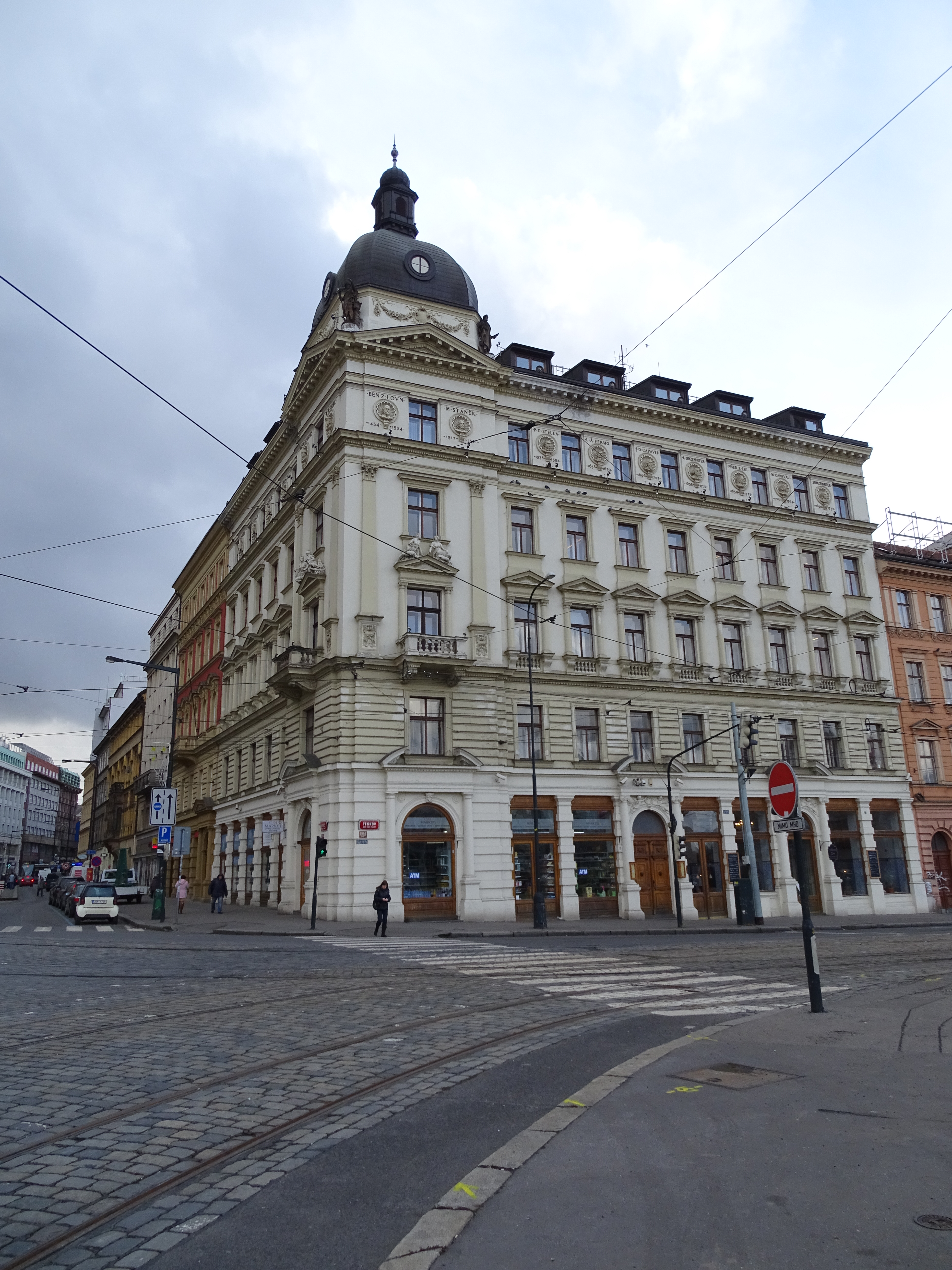
Kindlův dům, ulice Na Poříčí 43, Praha-Nové Město
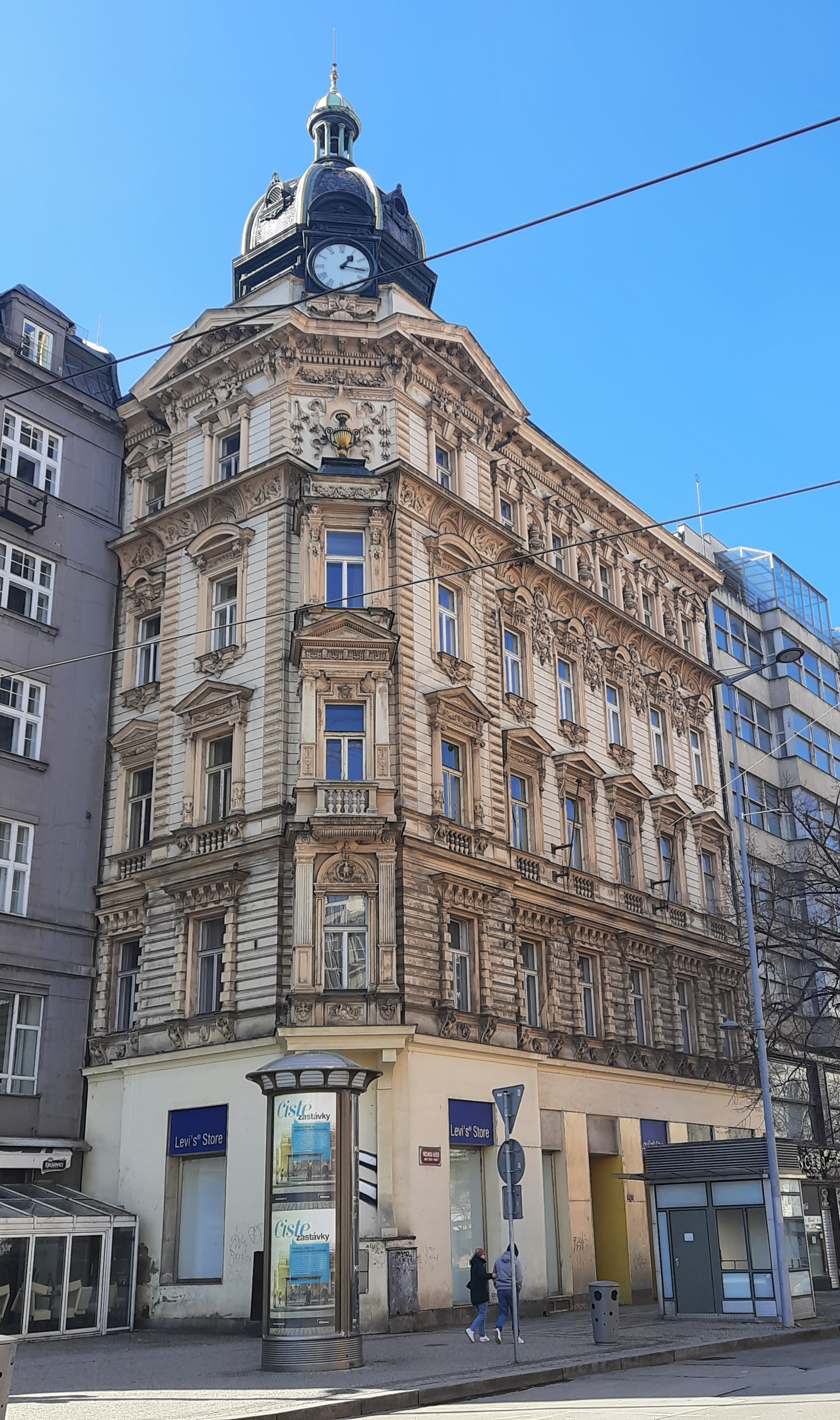
Stýblův dům, Václavské náměstí, Praha
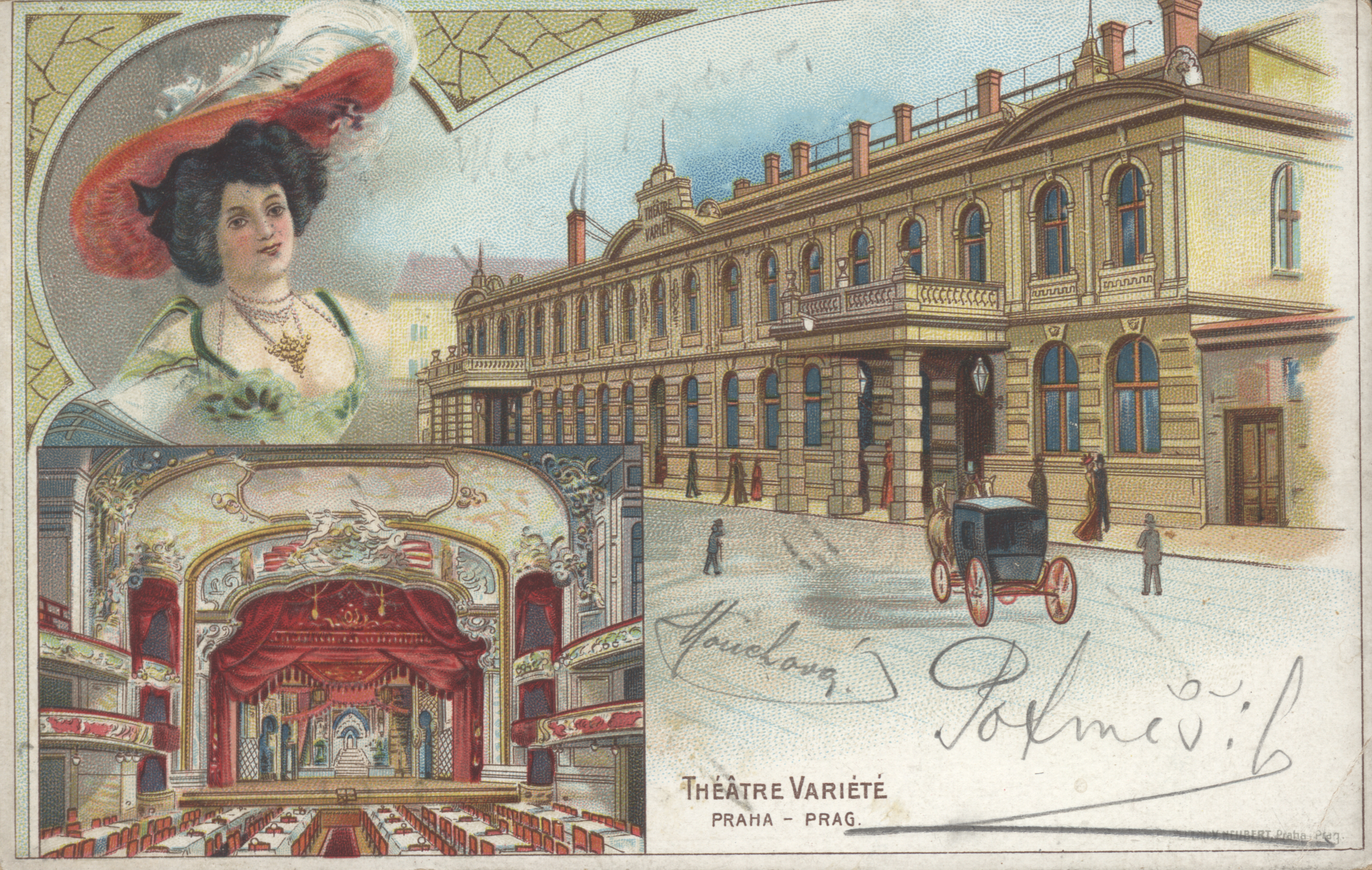
Théatré Varieté (pozdější Hudební divadlo Karlín, Praha-Karlín
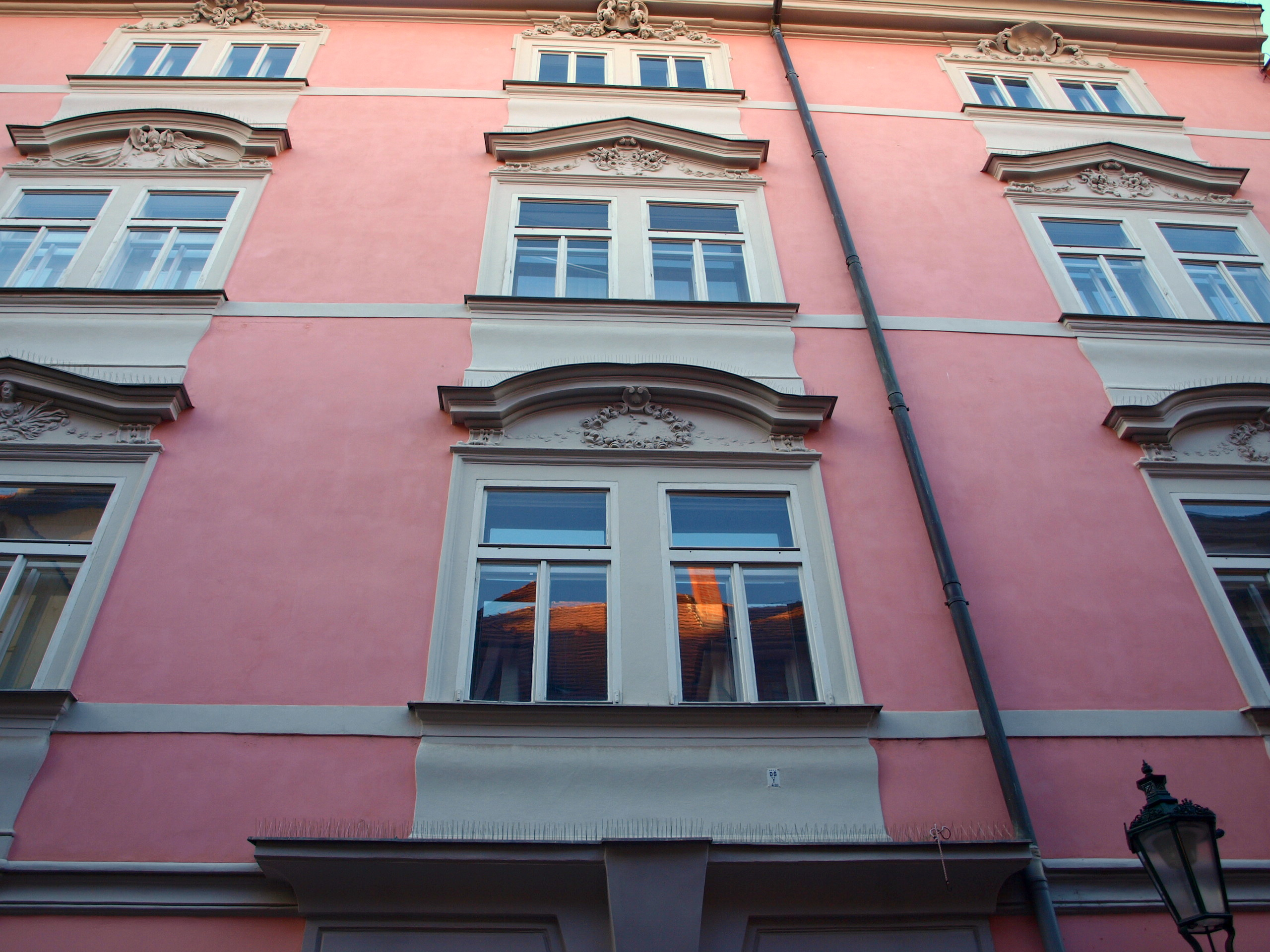
Palác Kokořovských, Praha-Staré Město